# 425
Évszázadok: 4. század – 5. század – 6. század
Évtizedek: 370-es évek – 380-as évek – 390-es évek – 400-as évek – 410-es évek – 420-as évek – 430-as évek – 440-es évek – 450-es évek – 460-as évek – 470-es évek
Évek: 420 – 421 – 422 – 423 –  424 – 425 – 426 – 427 – 428 – 429 – 430

## Események

### Nyugat és Keletrómai Birodalom
- Ioannes császárt (nyugaton), valamint II. Theodosius és III. Valentinianus császárokat választják consulnak.
- Ardaburius keletrómai hadvezér ostrommal (vagy árulással) elfoglalja Ravennát és elfogja Ioannes trónbitorlót. Ioannest Aquileiába viszik, levágják a kezét, egy szamáron körbeviszik a városban, majd lefejezik. Három nappal a halála után megérkezik Aetius (akit Ioannes segítségért küldött a hunokhoz) egy nagy hun zsoldossereggel. A 6 éves III. Valentinianus anyja és régense, Galla Placidia kiegyezik Aetiusszal, aki megkapja a galliai fővezéri (magister militum) és Kormányzói (comes) méltóságot, a hunokat pedig kifizetik és hazaküldik.
- II. Theodosius keletrómai császár megalapítja a Pandidektériont, a konstantinápolyi egyetemet.
- II. Theodosius VI. Gamáliel halálát követően feloszlatja a zsidó nagytanácsot, a szanhedrint és megszünteti a nászi méltóságot.
- Megkezdik Galla Placidia mauzóleumának építését.
- Gunderic vandáljai Dél-Hispániában kifosztják Carthago Spartariát és Hispalist, valamint portyákat indítanak a Baleári-szigetekre és Észak-Afrikába.
- Rugila hun király a Tiszához helyezi át a székhelyét.

## Születések
- Zénón, keletrómai császár

## Halálozások
- október 10. - Attikosz, konstantinápolyi pátriárka
- Ioannes, nyugatrómai trónbitorló
- Mavia, arab királynő
- VI. Gamáliel, a szanhedrin feje
- Sulpicius Severus, keresztény író

## Fordítás
- Ez a szócikk részben vagy egészben  a(z)   425 című angol Wikipédia-szócikk ezen változatának fordításán alapul.  Az eredeti cikk szerkesztőit annak laptörténete sorolja fel. Ez a jelzés csupán a megfogalmazás eredetét és a szerzői jogokat jelzi, nem szolgál a cikkben szereplő információk forrásmegjelöléseként.